# Western Mail (pays de Galles)
Pour l’article homonyme, voir Western Mail (Australie) pour l'hebdomadaire australien disparu.
Pour les articles homonymes, voir Western Mail.
Le Western Mail est un quotidien régional britannique, que l'on classe dans la catégorie tabloïd. Le journal a été lancé à Cardiff en 1869 par John Crichton-Stuart, aristocrate et magnat industriel. En 1877, il cède le journal à Lascelles Carr (1841-1902), rédacteur en chef depuis 1869, et Daniel Owen. Historiquement dans le sud du pays de Galles, le Western Mail a été associé à ses propriétaires d'origine, les industriels du charbon et du fer. Le journal a parfois été mal considéré, notamment lors des grèves dans l'industrie du charbon du XXe siècle. Cette association entre les intérêts du journal et de son propriétaire est si forte qu'il y a encore une méfiance dans le sud du pays de Galles.

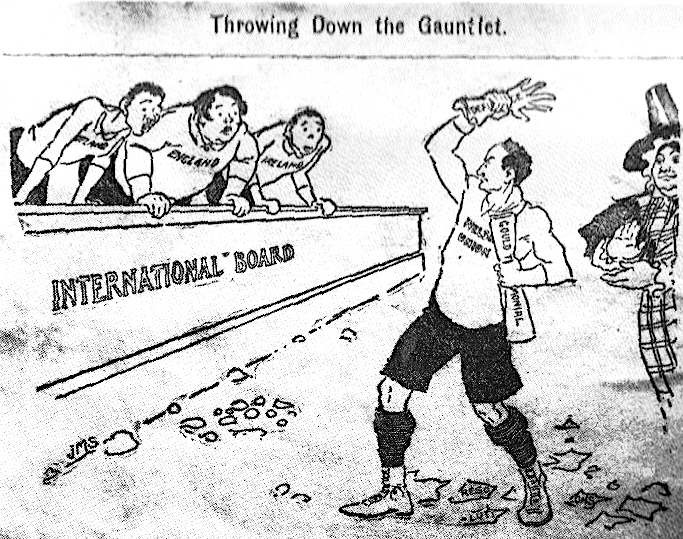
Caricature de J. M. Staniforth pour le Western Mail.

D'un autre côté, et surtout après la décentralisation, le journal a adopté un ton populaire, régional, pro-pays de Galles essayant de
traiter les nouvelles qui intéressent le pays de Galles. Le journal insiste également sur les questions communautaires comme la fermeture des écoles galloises. Le journal consacre une grande partie de sa couverture au rugby à XV au pays de Galles.
Ainsi, depuis 1895, les clubs gallois convenaient de rencontres amicales entre eux, mais aussi avec des clubs anglais. Un classement officieux était établi, dont le premier était récompensé pendant très longtemps par un trophée offert par le 'Western Mail.
Le tirage du Western Mail est limité. S'il s'auto-proclame le journal national du pays de Galles (à l'origine le « journal national du pays de Galles et du Monmouthshire »), le Western Mail est essentiellement lu au nord du pays de Galles.
Le journal est publié en grand format jusqu'en 2004, avant d'adopter le format tabloïd.
Il appartient au groupe de presse Trinity Mirror, possesseur du Daily Mirror, du Daily Record et de 240 journaux régionaux.